# Béatrice Stöckli
Béatrice Stöckli (Basilea, ... – 9 ottobre 2020) è stata una missionaria svizzera.
La sua morte risale al 2020, dopo che era stata presa in ostaggio dal gruppo militante islamico Jama'at Nasr al-Islam wal Muslimin, un ramo di Al-Qaeda attivo in Mali.

## Biografia
Beatrice Stöckli era originaria di Basilea. Ha lavorato come missionaria cristiana evangelica in Mali. Fu rapita una prima volta da un gruppo estremista islamico nell'aprile 2012, dopo aver soggiornato in Mali per dieci anni. In seguito, era stata rilasciata a condizione che non facesse più ritorno in Mali. Ma lei volle comunque ritornare nel paese e fu nuovamente rapita nel 2016 da Jama'at Nasr al-Islam wal Muslimin, ramo ufficiale di Al Qaida in Mali, mentre lavorava a Timbuctù. Nel luglio 2017 apparve in un video diffuso dal gruppo terroristico, coperta da un velo nero. In quell'occasione, l'ostaggio veniva presentato solo come "Beatrice S.".
Il 9 ottobre 2020 le autorità francesi notificarono al governo federale svizzero che la missionaria, ostaggio svizzero in Mali, era stata uccisa da Jama'at Nasr al-Islam wal Muslimin, dopo che la sua morte è stata confermata dalla collega ostaggio Sophie Pétronin. La sua morte è stata confermata dal Dipartimento federale degli affari esteri.
Ignazio Cassis, capo del Dipartimento federale degli affari esteri, ha rilasciato una dichiarazione in cui afferma:
()
Il corpo fu recuperato nel marzo del 2021.